# كاستراكيون (فوكيس)
كاستراكيون (Καστράκιον) هي مدينة في فوكيس في مقاطعة كينتريكي إلادا في اليونان.
يبلغ عدد سكانها حوالي 712 نسمة.